# 月山京香
月山 京香（つきやま きょうか、2000年8月16日 - ）は、日本のタレント、ファッションモデル。

## 来歴
東大阪市出身。小学生の頃、母に「ファッションモデルやキッズモデルの仕事をしてみないか」と勧められ、そこから芸能活動を開始し、中学生になってから3年半ほどはアイドル活動をしていた。
2017年9月、トップモデルコレクション実行委員会による、海外で活躍する機会を日本人モデルに提供する全国スカウトオーディション「TOP MODEL COLLECTION 2017」でグランプリを獲得した。
初めての雑誌出演は、まぶたのタイプ別のメイク企画で「一重のモデル」として声がかかった。美髪と一重まぶたを武器に主に「一重モデル」として様々なファッション雑誌で活躍をしている
。
2022年11月配信開始、Netflix「First Love 初恋」第3話の小暮希子役で女優デビュー。
2023年7月より、InterFMで毎週金曜25:00-25:30放送「Music Casa」でユージ、長野寛史と共にDJを務める。
2024年4月16日放送、NHK総合『VRおじさんの初恋』第10話に出演。

## 人物
- 『月山京香』は芸名ではなく本名である[9]。
- 2023年3月、駒澤大学文学部歴史学科日本史専攻を卒業。4年時には教育実習のため大阪の母校に赴いた[10]。
- 趣味と特技はどこでも寝れること、歌を歌うこと。好きなアイドルは大野智（嵐）と前田敦子[3]。

## 出演

### 雑誌
- with (雑誌), エル・ジャポン
- BAILA
- MAQUIA[11]
- mini (雑誌),美的
- non-no[12]
- Ray (雑誌)[13]
- VoCE[1][14]
- Domani (雑誌)[15]

### 広告
- イミュ株式会社　Eyeputti（アイプチ）モデル　2017年[16]
- shuuemura,POLA
- GU×OREO,KDDI

### テレビ
- 2024年4月16日放送、NHK総合『VRおじさんの初恋』第10話

### 配信
- Netflix　2022年11月開始「First Love 初恋」第3話　小暮希子（きっこ）役

### ラジオ
- InterFMで毎週金曜25:00-25:30「Music Casa」DJ（長野寛史、ユージと）2023年7月7日-
  - 2023年11月12日（日）Lazy Sunday（DJ: 渡辺麻耶）ゲスト[17]

### イベント
- 2024年4月　Panasonic beauty Presents 新ストレートアイロン ナノケア 特別先行体験会トークイベント[18]